# Roses (альбом)
Roses (укр. Троянди) — шостий студійний альбом ірландського гурту The Cranberries, світовий реліз якого відбувся на 27 лютого 2012. Продюсером альбому є Stephen Street, який був продюсером ще першого альбому гурту. Попередньо вихід шостого студійного альбому гурту планувався на 2004, однак за рік до того гурт вирішив зробити паузу у своїй кар'єрі, а учасники гурту займались сольними проектами. Однак під час світового туру 2009—2010, коли гурт повернувся на велику сцену, почали лунати наміри щодо запису наступного студійного альбому. Наприкінці весни 2011 гурт протягом одного місяця записав альбом, однак його вихід був запланований у кінці року, а потім відкладений на початок наступного року. Альбом 'Roses' за своїм стилем нагадує перший альбом The Cranberries і стосується людських відносин, романтичної любові, швидкоплинності часу.

## Реліз
У своєму інтерв'ю журналу Billboard у жовтні 2011, вокалістка Dolores O'Riordan розповіла, що альбом вийде у світ у лютому 2012. 21 липня 2011, гітарист Noel Hogan висловив припущення, що перед виходом альбому може бути записаний мініальбом Roses. Але це твердження не підтвердилось. В альбомі буде принаймні 2 рок пісні.
| Регіон    | Дата           | Лейбл                    |
| --------- | -------------- | ------------------------ |
| Японія    | 22 лютого 2012 | Hostess Entertainment    |
| Ірландія  | 24 лютого 2012 | Cooking Vinyl            |
| Австралія | 24 лютого 2012 | Shock Records            |
| Німеччина | 27 лютого 2012 | Vertigo Berlin/Universal |
| Світовий  | 27лютого 2012  | Cooking Vinyl            |
| Росія     | 27 лютого 2012 | Soyuz Music              |
| США       | 28 лютого 2012 | Downtown Records         |
| Канада    | 28 лютого 2012 | Gold Lake Records        |
| Філіппіни | 3 березня 2012 | Universal Records        |

## Список пісень
Список пісень альбому Roses було оприлюднено 5 жовтня 2011 р.
- Продюсером всіх пісень є Stephen Street.

| #   | Назва                    | Автор             | Тривалість |
| --- | ------------------------ | ----------------- | ---------- |
| 1.  | «Conduct»                |                   |            |
| 2.  | «Tomorrow»               | Dolores O'Riordan | 03:56      |
| 3.  | «Fire & Soul»            |                   |            |
| 4.  | «Raining In My Heart»    |                   |            |
| 5.  | «Losing My Mind»         |                   |            |
| 6.  | «Schizophrenic Playboy»  |                   |            |
| 7.  | «Waiting In Walthamstow» |                   |            |
| 8.  | «Show Me The Way»        | Dolores O'Riordan | 03:26      |
| 9.  | «Astral Projections»     |                   |            |
| 10. | «So Good»                |                   |            |
| 11. | «Roses»                  |                   |            |

| iTunes додаткова пісня (США) | iTunes додаткова пісня (США) | iTunes додаткова пісня (США) |
| #                            | Назва                        | Тривалість                   |
| ---------------------------- | ---------------------------- | ---------------------------- |
| 12.                          | «Always»                     |                              |

| iTunes додаткові пісні (Міжнародний) | iTunes додаткові пісні (Міжнародний) | iTunes додаткові пісні (Міжнародний) |
| #                                    | Назва                                | Тривалість                           |
| ------------------------------------ | ------------------------------------ | ------------------------------------ |
| 12.                                  | «Dreams» (live)                      |                                      |
| 13.                                  | «Always»                             |                                      |

| iTunes делюкс випуск (США) | iTunes делюкс випуск (США)     | iTunes делюкс випуск (США) |
| #                          | Назва                          | Тривалість                 |
| -------------------------- | ------------------------------ | -------------------------- |
| 12.                        | «Always»                       |                            |
| 13.                        | «Linger» (live in Madrid 2010) |                            |
| 14.                        | «Zombie» (live in Madrid 2010) |                            |

| iTunes делюкс випуск (Канада) | iTunes делюкс випуск (Канада) | iTunes делюкс випуск (Канада) |
| #                             | Назва                         | Тривалість                    |
| ----------------------------- | ----------------------------- | ----------------------------- |
| 12.                           | «Always»                      |                               |
| 13.                           | «Stop Me»                     |                               |

| iTunes делюкс випуск (Міжнародний) | iTunes делюкс випуск (Міжнародний)          | iTunes делюкс випуск (Міжнародний) |
| #                                  | Назва                                       | Тривалість                         |
| ---------------------------------- | ------------------------------------------- | ---------------------------------- |
| 12.                                | «Dreams» (live)                             |                                    |
| 13.                                | «Always»                                    |                                    |
| 14.                                | «Analyse» (live in Madrid 2010)             |                                    |
| 15.                                | «Animal Instinct» (live in Madrid 2010)     |                                    |
| 16.                                | «How» (live in Madrid 2010)                 |                                    |
| 17.                                | «Linger» (live in Madrid 2010)              |                                    |
| 18.                                | «Dreaming My Dreams» (live in Madrid 2010)  |                                    |
| 19.                                | «When You're Gone» (live in Madrid 2010)    |                                    |
| 20.                                | «Wanted» (live in Madrid 2010)              |                                    |
| 21.                                | «Salvation» (live in Madrid 2010)           |                                    |
| 22.                                | «Desperate Andy» (live in Madrid 2010)      |                                    |
| 23.                                | «I Can't Be With You» (live in Madrid 2010) |                                    |
| 24.                                | «Ode to My Family» (live in Madrid 2010)    |                                    |
| 25.                                | «Free to Decide» (live in Madrid 2010)      |                                    |
| 26.                                | «Ridiculous Thoughts» (live in Madrid 2010) |                                    |
| 27.                                | «Zombie» (live in Madrid 2010)              |                                    |
| 28.                                | «Shattered» (live in Madrid 2010)           |                                    |
| 29.                                | «Promises» (live in Madrid 2010)            |                                    |

| 2 CD обмежений випуск | 2 CD обмежений випуск                       | 2 CD обмежений випуск |
| #                     | Назва                                       | Тривалість            |
| --------------------- | ------------------------------------------- | --------------------- |
| 1.                    | «Analyse» (live in Madrid 2010)             |                       |
| 2.                    | «Animal Instinct» (live in Madrid 2010)     |                       |
| 3.                    | «How» (live in Madrid 2010)                 |                       |
| 4.                    | «Linger» (live in Madrid 2010)              |                       |
| 5.                    | «Dreaming My Dreams» (live in Madrid 2010)  |                       |
| 6.                    | «When You're Gone» (live in Madrid 2010)    |                       |
| 7.                    | «Wanted» (live in Madrid 2010)              |                       |
| 8.                    | «Salvation» (live in Madrid 2010)           |                       |
| 9.                    | «Desperate Andy» (live in Madrid 2010)      |                       |
| 10.                   | «I Can't Be With You» (live in Madrid 2010) |                       |
| 11.                   | «Ode to My Family» (live in Madrid 2010)    |                       |
| 12.                   | «Free to Decide» (live in Madrid 2010)      |                       |
| 13.                   | «Ridiculous Thoughts» (live in Madrid 2010) |                       |
| 14.                   | «Zombie» (live in Madrid 2010)              |                       |
| 15.                   | «Shattered» (live in Madrid 2010)           |                       |
| 16.                   | «Promises» (live in Madrid 2010)            |                       |

## Виступи наживо
«Astral Projection» та «In It Together» вперше були виконані у Белфаст, Північна Ірландія, 9 травня 2003 «Astral Projection» також виконано у 2010 р. на деяких концертах в Латинській Америці.
18 червня 2011 р. гурт виконав «Tomorrow» на Лондонському Feis Festival вперше. «Schizophrenic Playboy» було вперше виконано наживо у Португалії 16 липня 2011, на Marés Vivas Festival в Порто.